# Archidiocèse de Joinville
L'archidiocèse de Joinville (en latin, Archidioecesis Ioinvillensis) est une circonscription ecclésiastique de l'Église catholique au Brésil. Fondé au XXe siècle, il est d'abord rattaché à la province ecclésiastique de Florianópolis avant d'être élevé au rang d'archidiocèse métropolitain en 2024.
Le diocèse englobe la ville de Joinville ainsi que plusieurs autres municipalités de l'État de Santa Catarina. Son siège épiscopal est la cathédrale São Francisco Xavier, un édifice religieux emblématique de la région. Le diocèse de Joinville joue un rôle important dans la vie religieuse, spirituelle et sociale de la communauté catholique locale, proposant un accompagnement pastoral, des sacrements et des services d'éducation religieuse.
Son archevêque depuis 2024 est Mgr Francisco Carlos Bach, précédemment évêque du même siège depuis 2017.

### Article lié
- Aloísio Sebastião Boeing (1913-2006), vénérable